# Goths
Goths — шестнадцатый студийный альбом американской инди-рок группы The Mountain Goats из Клермонта (Калифорния). Он был выпущен 19 мая 2017 года на лейбле Merge Records.

## История
Альбом был анонсирован лейблом Merge 22 февраля 2017 года, после чего второй трек, «Andrew Eldritch Is Moving Back to Leeds», был выпущен для потокового воспроизведения на странице группы Bandcamp. Объявление сопровождалось прямой трансляцией на Facebook. Второй сингл «Rain in Soho» вышел 25 апреля 2017 на канале Merge в YouTube.
Альбом был издан 19 мая 2017 года на лейбле Merge Records.
Goths — это концептуальный альбом, который размышляет об эпизодах из жизни нескольких персонажей, живущих на готической сцене Западного побережья 80-х и 90-х годов. Главные герои варьируются от молодых и любопытных, выясняющих своё место в сообществе «кожи, кружев и хороших друзей», до тех, кто сталкивается с наступлением среднего возраста и осознанием того, что ты можешь быть готом внутри, но ты взрослый человек с работой и домом, если говорить о внешнем мире. Этот альбом не столько об атрибутах готической культуры или даже о музыке (хотя и то, и другое, безусловно, играет свою роль в этой истории), сколько о людях, осмысливающих свою роль в субкультуре (и в мире в целом).

## Отзывы
| Совокупная оценка | Совокупная оценка |
| Источник          | Оценка            |
| ----------------- | ----------------- |
| Metacritic        | 82/100            |
| Оценки критиков   |                   |
| Источник          | Оценка            |
| AllMusic          | [ 1 ]             |
| The Guardian      | [ 8 ]             |
| Pitchfork Media   | 8/10              |
| Slant magazine    | [ 10 ]            |

Goths получил в основном положительные отзывы от современных музыкальных критиков. На сайте Metacritic, который присваивает нормализованный рейтинг из 100 баллов рецензиям от современных критиков, альбом получил средний балл 82, основанный на 17 рецензиях, что означает «в целом благоприятные отзывы». Критик AllMusic Марк Деминг оценил альбом на 4 из 5 и отметил, что «...в музыкальном плане Goths звучит свежо и бодро; выступления лишены гитар, электропианино Дарниэлла и деревянные духовые аранжировки Мэтта Дугласа несут на себе всю тяжесть мелодий, и в каком-то извращённом смысле тот факт, что музыка звучит так решительно не по-готски, служит песням лучше, чем если бы Дарниэль и компания пытались подражать Sisters of Mercy или Gene Loves Jezebel (обе группы играют ключевые роли в разных песнях). Goths — это альбом о плюсах и минусах целенаправленного хождения не в ногу с миром, который не требует знакомства с прошлым или настоящим гота, и он умён, увлекателен и чрезвычайно приятен. После более чем 20 лет написания прекрасных песен и выпуска отличных пластинок Джон Дарниэль и Mountain Goats становятся все лучше и интереснее, и Goths — это настоящий триумф».

## Список композиций
Слова и музыка всех песен — John Darnielle, кроме указанных.
| №   | Название                                        | Длительность |
| --- | ----------------------------------------------- | ------------ |
| 1.  | «Rain in Soho»                                  | 4:46         |
| 2.  | «Andrew Eldritch Is Moving Back to Leeds»       | 4:18         |
| 3.  | «The Grey King and the Silver Flame Attunement» | 4:54         |
| 4.  | «We Do It Different on the West Coast»          | 5:21         |
| 5.  | «Unicorn Tolerance»                             | 5:24         |
| 6.  | «Stench of the Unburied»                        | 4:30         |
| 7.  | «Wear Black»                                    | 4:11         |
| 8.  | «Paid in Cocaine»                               | 3:57         |
| 9.  | «Rage of Travers»                               | 5:54         |
| 10. | «Shelved» (John Darnielle and Peter Hughes)     | 4:01         |
| 11. | «For the Portuguese Goth Metal Bands»           | 4:10         |
| 12. | «Abandoned Flesh»                               | 3:42         |

| №   | Название                                           | Длительность |
| --- | -------------------------------------------------- | ------------ |
| 13. | «For the West Coast Dark Ambient Bedroom Warriors» | 4:36         |
| 14. | «Scaling the Well»                                 | 4:54         |
| 15. | «Vanishing Act»                                    | 4:05         |
| 16. | «Grave Dust»                                       | 4:23         |

## Чарты
| Чарт (2017)                              | Высшая позиция |
| ---------------------------------------- | -------------- |
| Новая Зеландия Heatseekers Albums (RMNZ) | 6              |
| Шотландия (Scottish Albums Chart)        | 85             |
| США (Billboard 200)                      | 89             |